# Leo Valiani
Leo Valiani (Fiume, 9 februari 1909 - Milaan, 18 september 1999) was een Italiaanse politicus, journalist en historicus.

## Biografie
Valiani werd geboren als Leo Weiczen in een familie van Joodse origine in Oostenrijk-Hongarije en kreeg in 1927 een genaturaliseerde Italiaanse naam. Hij werd lid van de communistische Partito Comunista d'Italia en werd in 1931 veroordeeld voor samenzwerende activiteiten voor die partij. Na zijn vlucht naar Frankrijk werkte hij voor het weekblad Il Grido del Popolo en het dagblad La Voce degli Italiani. In 1939 werd hij geïnterneerd in concentratiekamp Le Vernet. In 1940 vluchtte hij naar Mexico van waaruit hij in 1943 terugkeerde in Italië. Hij werd lid van de Partito d'Azione en het jaar erop partijsecretaris voor het noorden (Alta Italia). Hij maakte deel uit van het Bevrijdingscomité voor Noord-Italië, in welke functie hij in 1945 het doodvonnis van Benito Mussolini medeondertekende. Na de oorlog was hij lid van de Grondwetgevende Vergadering. Na de opheffing van de Partito d'Azione werd hij weer journalist en vanaf  1956 maakte hij deel uit van de Partito Radicale. Op 12 januari 1980 werd hij door Sandro Pertini benoemd tot Senator voor het leven. Hij overleed op 18 september 1999 en ligt begraven op de Monumentale Begraafplaats van Milaan.

## Werken
- Tutte le strade conducono a Roma, Collana Storia/Memoria, Bologna, Il Mulino, [La Nuova Italia, I ed. 1947] 1983-1995, ISBN 978-88-15-04854-7.
- Testimone del Novecento, Collana Il filo rosso, Passigli, 1999, ISBN 978-88-368-0542-6.
- Discorsi parlamentari, con un saggio di Giorgio La Malfa, Bologna, Il Mulino, 2005, ISBN 978-88-15-10656-8.
- Leo Valiani tra politica e storia. Scritti di storia delle idee (1939-1956), A cura di David Bidussa. Presentazione di Giovanni De Luna, Milano, Feltrinelli, 2008, ISBN 978-88-07-99063-2.
- Questione meridionale e Unità d'Italia: uno scritto inedito, A cura di Enrico Mannucci e Andrea Ricciardi, Prefazione di Carlo Azeglio Ciampi, Collana Le carte del Corriere, Milano, Fondazione Corriere della Sera, 2012, ISBN 978-88-96820-17-9.